# Stașkî, Ovruci
Stașkî (în ucraineană Сташки) este un sat în comuna Hladkovîci din raionul Ovruci, regiunea Jîtomîr, Ucraina.

## Demografie
Componența lingvistică a localității Stașkî
     Ucraineană (98,15%)
     Rusă (1,54%)
     Alte limbi (0,31%)
Conform recensământului din 2001, majoritatea populației localității Stașkî era vorbitoare de ucraineană (98,15%), existând în minoritate și vorbitori de rusă (1,54%).